# Гамбит (фильм, 2012)
«Гамбит» (англ. Gambit) — комедия режиссёра Майкла Хоффмана, ремейк одноимённого фильма 1966 года с Ширли Маклейн и Майклом Кейном. Премьера состоялась в Лондоне 7 ноября 2012 года. В Великобритании фильм вышел в широкий прокат 21 ноября 2012 года. Премьера в России состоялась 7 марта 2013 года.

## Сюжет
Искусствовед Гарри Дин работает куратором частной коллекции. Её владелец — медиа магнат, лорд Лайонел Шабандар — взбалмошный миллиардер. Гарри решает отомстить жестокому боссу. Он разрабатывает аферу, в результате которой продаст ему поддельную картину Клода Моне «Стога на закате». Дело в том, что в коллекции Шабандара уже есть картина «Стога на рассвете», написанная Моне. Гарри Дин рассчитывает на то, что его босс не сможет устоять перед искушением купить для комплекта и вторую картину — за круглую сумму в 12 млн фунтов.
Для этой аферы Дин привлекает своего друга по кличке Майор, бывшего офицера, а ныне — талантливого художника-копииста, а также непредсказуемую и эксцентричную звезду техасского родео Пи Джей Пузновски. Она должна предстать перед Шабандаром в роли «владелицы» картины, которую её дедушка в своё время якобы спас из нацистской Германии. Дин рассчитывал, что Пиджей удовлетворится второй ролью и скромным вознаграждением, однако она берет инициативу в свои руки. Обман грозит раскрыться, когда Дина отстраняют от сделки и привлекают другого эксперта в области изобразительного искусства Мартина Зэйденвебера.

## В ролях
- Колин Фёрт — Гарри Дин[5]
- Камерон Диас — Пи Джей Пузновски
- Алан Рикман — лорд Лайонел Шабандар
- Том Кортни — Майор
- Стэнли Туччи — Мартин Зэйденвебер
- Клорис Личмен — бабушка Мерл
- Анна Скеллерн — Фиона

## Создание
В феврале 2011 года Джон Андервуд с bestforfilm.com сообщил, что Колин Фёрт и Камерон Диас сыграют в фильме главных героев — Гарри Дина и Пи-Джей Пузновски. The Hollywood Reporter 22 марта 2011 года сообщил, что к актёрскому составу присоединились Алан Рикман и Том Кортни, а 15 мая 2011 — Стэнли Туччи и Клорис Личмен.

## Критика
После Британской премьеры фильм был подвергнут резкой критике со стороны практически всех профильных СМИ. «Variety» называет картину «средней во всех отношениях», которую нельзя близко сопоставить с остроумным сюжетом фильма 1966 года. «The Hollywood Reporter» в заглавии обозрения о фильме определяет его как «тусклую переработку старой комедии». Одними из немногих позитивных моментов издание считает эпизоды со Стэнли Туччи, остальные же шутки относит к предсказуемым и даже хамским. Особое негодование вызывает у критиков отображение в ленте межэтнических отношений (в частности, белых европейцев с арабами и японцами, преувеличенно гротескный образ немца Зэйденвебера).

Сценарий братьев Коэн — смесь фарса и низкопробного расизма.— The Irish Times